# Ștefan Baiaram
Ștefan Baiaram, né le 31 décembre 2002 à Băilești en Roumanie, est un footballeur roumain qui évolue au poste d'ailier gauche à l'Universitatea Craiova.

## Biographie

### Universitatea Craiova
Né à Băilești en Roumanie, Ștefan Baiaram est formé à l'Universitatea Craiova, où il est vite considéré comme l'un des joueurs les plus prometteurs du clubs de par ses qualités techniques et sa vitesse. Il devient vice-champion de Roumanie avec les U17. Il joue son premier match en professionnel lors d'une rencontre de championnat le 14 juillet 2019, lors de la première journée de la saison 2019-2020, face à l'Academica Clinceni. Il est titularisé et son équipe s'impose sur le score de trois buts à deux ce jour-là.
Il inscrit son premier but à l'occasion de son premier match de Ligue Europa, le 27 août 2020, face au Lokomotiv Tbilissi. Il ne peut toutefois pas empêcher la défaite de son équipe, qui s'incline par deux buts à un.

### En sélection nationale
En 2019 il est sélectionné avec l'équipe de Roumanie des moins de 17 ans.
Ștefan Baiaram joue son premier match avec l'équipe de Roumanie espoirs le 7 octobre 2021, lors d'un match amical face à la Suède. Il est titularisé et son équipe s'impose par un but à zéro.
Baiaram marque son premier but avec les espoirs le 13 octobre 2023, contre l'Arménie. Il entre en jeu à la place de Constantin Grameni et participe à la victoire de son équipe par deux buts à zéro.

### En club
Universitatea Craiova
- Coupe de Roumanie (1) :
  - Vainqueur : 2020-21.